# Stazione di Frattamaggiore-Grumo Nevano
La stazione di Frattamaggiore-Grumo Nevano è una fermata ferroviaria posta sulle linee Napoli–Foggia e Roma-Formia-Napoli.
Il suo ingresso si trova all'estremità occidentale del comune di Frattamaggiore, in prossimità della fine di corso Francesco Durante. Usando la scala a chiocciola del ponte pedonale in marmo esterno alla stazione, ci si trova, dall'altro lato, a Grumo Nevano, comune nel cui territorio sono ubicati alcuni binari: per questo motivo la stazione porta il nome di entrambe le città. Tuttavia, a partire da settembre 2023, sono stati aperti due varchi pedonali a via XXIV Maggio e via Guglielmo Marconi a Grumo Nevano  che permettono l’accesso ai binari anche da quest'ultimo.

## Movimento
L'impianto è servito da treni regionali svolti da Trenitalia nell'ambito del contratto di servizio stipulato con la Regione Campania.

## Servizi
La stazione, che RFI classifica nella categoria "Silver", dispone di:
- Biglietteria a sportello
- Servizi igienici
- Bar

## Interscambi
Nelle adiacenze della stazione è presente una fermata delle autolinee CTP.
- Fermata autobus

Fra il 1904 e il 1961 in corrispondenza della stessa era presente inoltre una fermata della tranvia Napoli-Frattamaggiore, gestita dalla società belga Société Anonyme des Tramways Provinciaux (SATP), che rappresentava il sistema di collegamento pubblico con i due centri urbani serviti dalla stazione.

## Galleria d'immagini

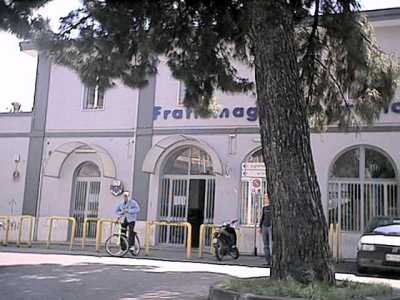
Altra vista dell'esterno
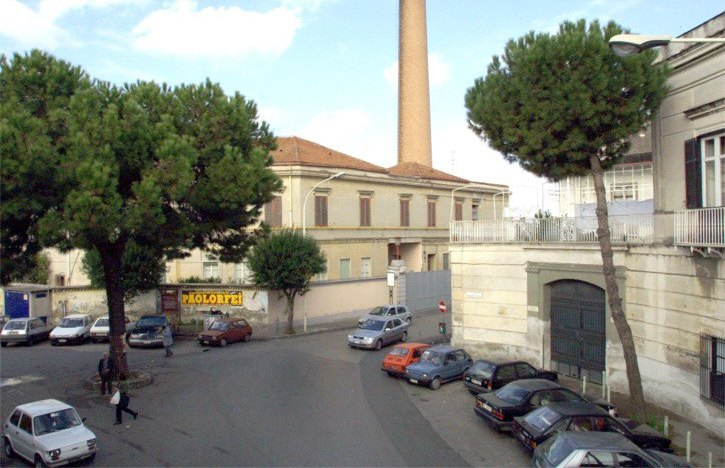
Piazza Crispino a Frattamaggiore
La stazione negli anni '60
Uno sciopero nella stazione
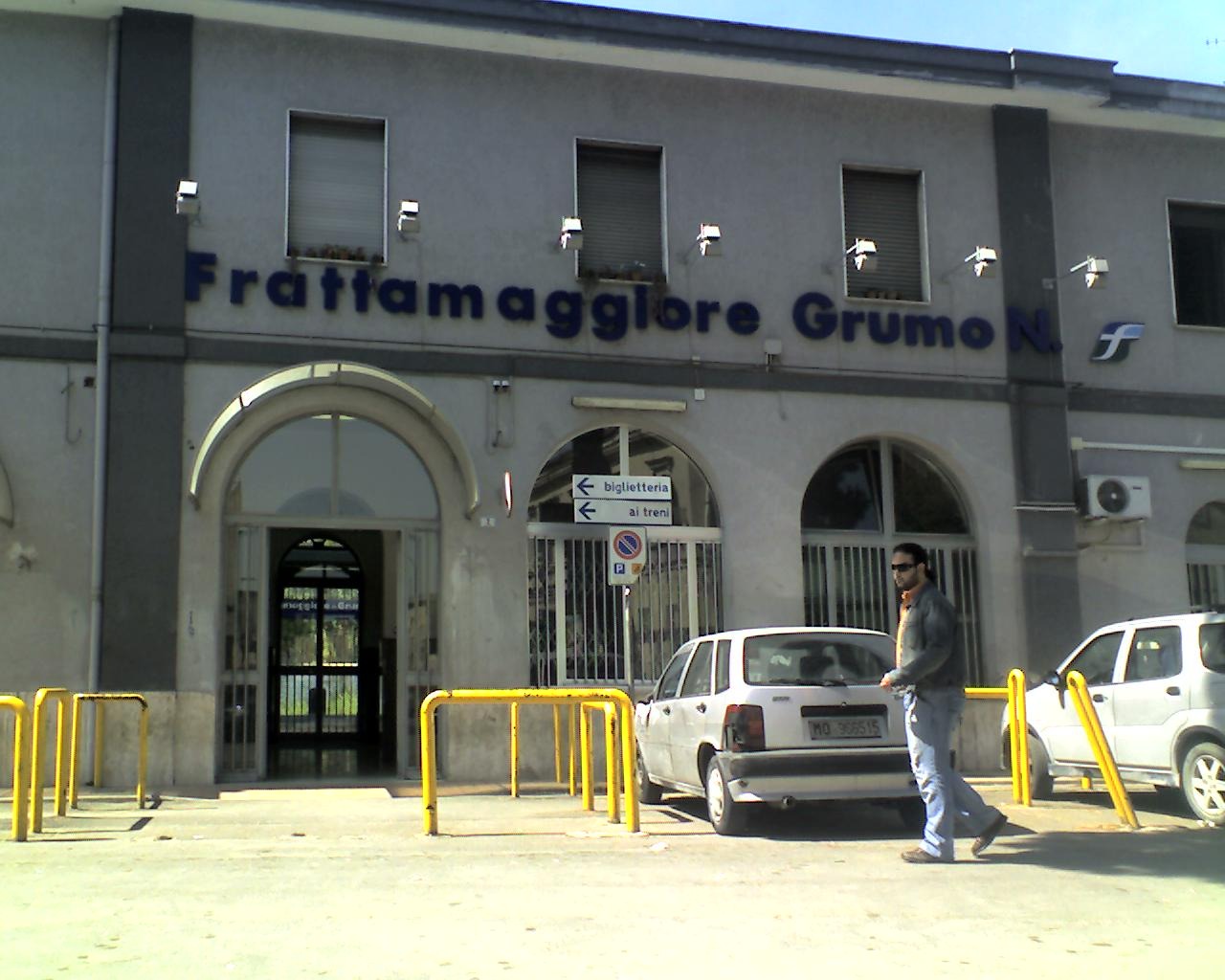
La stazione